# Ủy ban Kiểm tra Quân ủy Trung ương
Ủy ban Kiểm tra Quân ủy Trung ương   là cơ quan kiểm tra, giám sát chuyên trách của Quân ủy Trung ương; tham mưu giúp Quân ủy Trung ương kiểm tra, giám sát và thi hành kỷ luật Đảng trong Quân đội. Chịu sự quản lý trực tiếp của Tổng cục Chính trị.
Chủ nhiệm Tổng cục Chính trị kiêm Chủ nhiệm Ủy ban Kiểm tra Quân ủy Trung ương.

## Nhiệm vụ
1. Kiểm tra đảng viên, cấp ủy viên cùng cấp khi có dấu hiệu vi phạm tiêu chuẩn đảng viên, cấp ủy viên và trong việc thực hiện nhiệm vụ đảng viên.[2]
2. Kiểm tra tổ chức đảng cấp dưới khi có dấu hiệu vi phạm trong việc chấp hành Điều lệ Đảng, Nghị quyết, chỉ thị của Đảng; kiểm tra việc thực hiện nhiệm vụ kiểm tra, giám sát và thi hành kỷ luật Đảng.[2]
3. Giám sát cấp ủy viên cùng cấp, cán bộ cấp ủy cùng cấp quản lý và tổ chức đảng cấp dưới về việc thực hiện chủ trương, đường lối, chính sách của Đảng, nghị quyết của cấp ủy và đạo đức, lối sống.[2]
4. Xem xét, kết luận những trường hợp vi phạm kỷ luật, quyết định hoặc đề nghị cấp ủy thi hành kỷ luật.[2]
5. Giải quyết tố cáo đối với tổ chức và đảng viên; giải quyết khiếu nại về kỷ luật Đảng.[2]
6. Kiểm tra tài chính của cấp ủy cấp dưới và của cơ quan tài chính cấp ủy cùng cấp.[2]

## Lãnh đạo hiện nay

### Chủ nhiệm
- Đại tướng Trịnh Văn Quyết, Bí thư Trung ương Đảng khóa XIII, Ủy viên Thường vụ Quân ủy Trung ương, Chủ nhiệm Tổng cục chính trị Quân đội nhân dân Việt Nam

### Phó Chủ nhiệm
- Trung tướng Lê Ngọc Nam  (nguyên Chủ nhiệm Chính trị Quân khu 5)
- Trung tướng Trần Văn Vương (nguyên Cục trưởng Cục Chính trị - Tổng cục Chính trị)
- Trung tướng Nguyễn Văn Hùng (nguyên Chính ủy Học viện Hậu cần)
- Trung tướng Phạm Ngọc Tuấn (nguyên Tư lệnh Binh đoàn 16)

### Ủy viên
1. Ủy viên chuyên trách: Thiếu tướng Nguyễn Ngọc Phương
2. Ủy viên chuyên trách: Thiếu tướng Vũ Ngọc Hoàng
3. Ủy viên chuyên trách: Thiếu tướng Phùng Đức Toản

1. Ủy viên kiêm chức: Thượng tướng Lê Huy Vịnh - Thứ trưởng Bộ Quốc phòng
2. Ủy viên kiêm chức: Trung tướng Lê Đình Thương
3. Ủy viên kiêm chức: Thiếu tướng Nguyễn An Phong

##### Tổ chức chính quyền
- Văn phòng
- Phòng Kế hoạch - Tổng hợp
- Phòng Quân khu - Bộ đội Biên phòng
- Phòng Cơ quan - Học viện - Nhà trường
- Phòng Quân binh chủng
- Ban Hành chính

## Phó Chủ nhiệm thường trực qua các thời kỳ
- 1988 - 1995 Đặng Hoà ,Trung tướng (1986) nguyên phó Tư lệnh về chính trị Quân khu 4, Quân đội Nhân dân Việt Nam
- 2001 - 2008 Bùi Sỹ Vui, Thiếu tướng (1998), Trung Tướng (2004)

- 2008-2011, Trần Văn Đạt, Thiếu tướng
- 2011-2015, Nguyễn Cộng Hòa, Trung tướng (2011) nguyên Phó Chính Ủy Quân chủng Hải quân
- 2015-2016, Nguyễn Xuân Nghi, Thiếu tướng (2011)[3], Trung tướng (2015) nguyên Chánh Văn phòng Tổng cục Chính trị
- 2016-2017, Lương Đình Hồng, Thiếu tướng (2014), nguyên Chính ủy Quân đoàn 1 , sau là Chính ủy Trường Sĩ quan Lục quân 1
- 2017-2019, Tạ Nhân, Thiếu tướng (2013), Trung tướng (2017), nguyên Chủ nhiệm chính trị Quân khu 5
- 2019-3.2020, Phạm Đức Duyên, Thiếu tướng, nguyên Phó Chính ủy Quân khu 2, hiện là Chính ủy Quân khu 2
- 4.2020- nay, Lê Ngọc Nam, Thiếu tướng (2017), Trung tướng (2021), nguyên Chủ nhiệm Chính trị Quân khu 5

## Phó Chủ nhiệm qua các thời kỳ
- 1979 - 1980, Hoàng Trà, Thiếu tướng (1974)
- 1980 - 1-1985, Nguyễn Xuân Mậu,Thiếu tướng (1979), Trung tướng (1986)
- 1-1986 - 1989, Nguyễn Xuân Mậu,Thiếu tướng (1979), Trung tướng (1986) nguyên Chính ủy QK Không Quân (1977-1980)
- 2011- 2014, Đào Văn Quân, Trung tướng (2011), nguyên Chính ủy Binh chủng Đặc công.
- 2011-2016, Võ Văn Liêm, Trung tướng (2011) nguyên Phó Chính Ủy Quân khu 9
- 2012-2016, Đỗ Vinh Quang, Trung tướng (2012) (Nghỉ chữa bệnh 8-2016)
- 2014-2016, Mai Văn Lý, Trung tướng (2014). nguyên Chính ủy Quân đoàn 1
- 2015-2016, Nguyễn Kim Cách, Trung tướng (2015) nguyên Phó Chính ủy Quân chủng Phòng không-Không quân (Việt Nam)
- 2016-2021, Hoàng Văn Nghĩa, Thiếu tướng (2014), Trung tướng (2019), nguyên Chính ủy Quân đoàn 4
- 2018-4.2020, Lê Ngọc Nam, Thiếu tướng (2017), Trung tướng (2021), nguyên Chủ nhiệm Chính trị Quân khu 5
- 6.2021- nay, Trần Văn Vương, Thiếu tướng (2017), nguyên Cục trưởng Cục Chính trị thuộc Tổng cục Chính trị
- 11.2022 - nay, Phạm Ngọc Tuấn,Thiếu tướng (2016), Trung tướng  (2023), nguyên Tư lệnh Binh đoàn 16

## Ủy viên chuyên trách qua các thời kỳ
- -2007, Lê Công Đoàn, Thiếu tướng (2006)[4]
- -2008, Lê Xuân Thu, Thiếu tướng (2006)
- 2009-2013, Hồ Duy Nhân, Thiếu tướng (2009)
- 2010-2016, Lại Duy Trợ, Thiếu tướng (2011), nguyên Phó Chính ủy Học viện Hậu cần
- 2013-2017, Nguyễn Việt Dĩnh -Thiếu tướng (2013), nguyên Phó Cục trưởng Cục Chính sách Tổng cục Chính trị
- Nguyễn Mạnh Hà, Thiếu tướng,nguyên Phó Chủ nhiệm Uỷ ban Kiểm tra Đảng ủy Quân khu 3
- Trần Thanh, Thiếu tướng , nguyên Phó Chính ủy Binh chủng Pháo binh
- 2016-3.2020, Lương Hồng Phong, Thiếu tướng, nguyên Chính ủy Bộ Chỉ huy Quân sự tỉnh Nghệ An;
- 2016-nay, Bùi Duy Hùng, Thiếu tướng (2017), nguyên Chính ủy Cục Kỹ thuật-Quân chủng PKKQ
- 2016-nay, Vũ Đình Hữu, Thiếu tướng, nguyên Phó Cục trưởng Cục Bảo vệ an ninh Quân đội
- 4.2020- nay, Bùi Thị Lan Phương, Thiếu tướng, nguyên Phó Chính ủy Bình chủng Thông tin liên lạc
- 2020- nay, Phùng Đức Toản
- 2020- nay, Nguyễn Ngọc Phương